# Giải Harold C. Urey
Giải Harold C. Urey là một giải thưởng của Phân ban Khoa học hành tinh của Hội Thiên văn học Hoa Kỳ. Giải này được trao hàng năm cho các nhà thiên văn học trẻ có thành tựu xuất sắc trong khoa nghiên cứu hành tinh. Giải được đặt theo tên nhà hóa học Harold C. Urey.

## Các người đoạt giải
- 1984  David J. Stevenson
- 1985  Larry W. Esposito
- 1986  Jack Wisdom
- 1987  Steve Squyres
- 1988  Jonathan I. Lunine
- 1989  Christopher P. McKay
- 1990  David J. Tholen
- 1991  Richard P. Binzel
- 1992  Jack J. Lissauer
- 1993  Roger Yelle
- 1994  Karen Jean Meech
- 1995  Emmanuel Lellouch
- 1996  Heidi B. Hammel
- 1997  Renu Malhotra
- 1998  Erik I. Asphaug
- 1999  Douglas P. Hamilton
- 2000  Alessandro Morbidelli
- 2001  Michael E. Brown
- 2002  Brett J. Gladman
- 2003  Robin M. Canup
- 2004  Jean-Luc Margot
- 2005  David Nesvorny
- 2006  Tristan Guillot
- 2007  Francis Nimmo
- 2008  không trao giải
- 2009  Sarah Stewart-Mukhopadhyay
- 2010  Jonathan Fortney
- 2011  Eric B. Ford
- 2012  Alberto G. Fairen
- 2013  Anders Johansen
- 2014  Matija Ćuk
- 2015  Geronimo Villanueva
- 2016  Leigh Fletcher
- 2017  Bethany Ehlmann
- 2018  Francesca DeMeo